# دانييل إيلينا
دانييل إيلينا (بالفرنسية: Daniel Elena)‏ (و. 1972  م) هو مساعد سائق ‏، وسائق سيارة سباق من موناكو، ولد في موناكو.

## جوائز
حصل على جوائز منها:
- بطل أبطال ليكيب (2009).

## روابط خارجية
- دانييل إيلينا على موقع Rallye-info.com (الإنجليزية)
- دانييل إيلينا على موقع eWRC-results.com (الإنجليزية)